# اروموت
اروموت (انگلیسی: Aeromot) شرکت هوافضای برزیلی است، که در سال ۱۹۶۷ تأسیس شد.